# 18734 Darboux
18734 Darboux (1998 MY1) là một tiểu hành tinh vành đai chính được phát hiện ngày 20 tháng 6 năm 1998 bởi P. G. Comba ở Prescott.